# Alenia Aermacchi
Alenia Aermacchi, fundada en 1912 por Giulio Macchi, ha sido una empresa aeronáutica y de motocicletas italiana. Ubicada en la localidad de Varese bajo la denominación Nieuport-Macchi Spa, con el exclusivo fin de construir bajo licencia aviones Nieuport; realizándose entregas del monoplano Tipo 1913 (o Nieuport 10) al Ejército Italiano. Tras las primeras entregas de estos aparatos la compañía produjo su primer modelo propio, el monoplano biplaza Macchi Parasol. A partir de la captura de un ejemplar de hidrocanoa austriaco Lohner L.40 que de su copia aparecieron los tipos Macchi L.1 y L.2 la empresa se decantó por el diseño y construcción de hidroaviones y hidrocanoas mayoritariamente. La empresa, especializada en entrenamiento de pilotos militares y civiles, fabricó motocicletas entre los años 1950 y 1970. En 2016 se incorporó en el sector aeronáutico de Leonardo (antigua Finmeccanica).

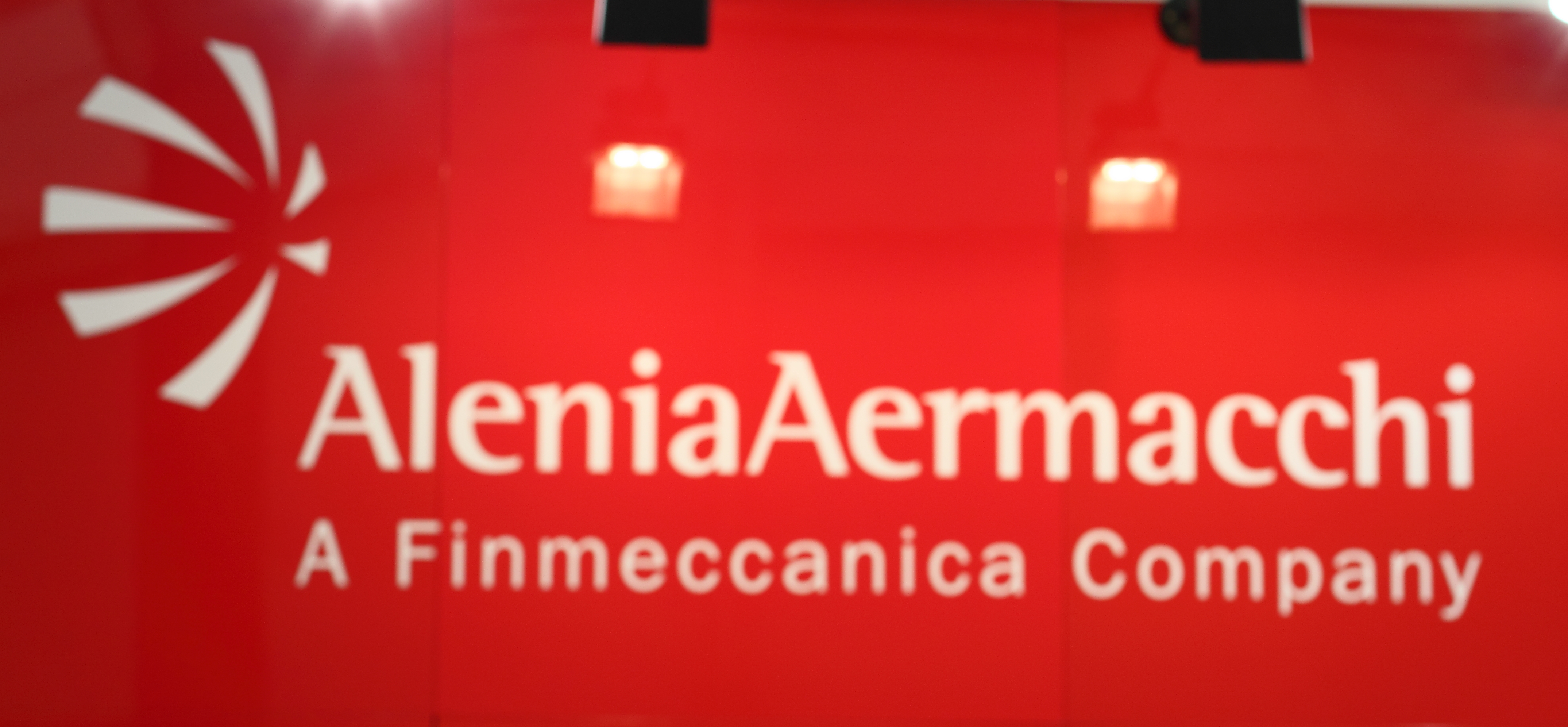
Logo de Alenia Aermacchi

## Aparatos
Primeros diseños
- Macchi Parasol

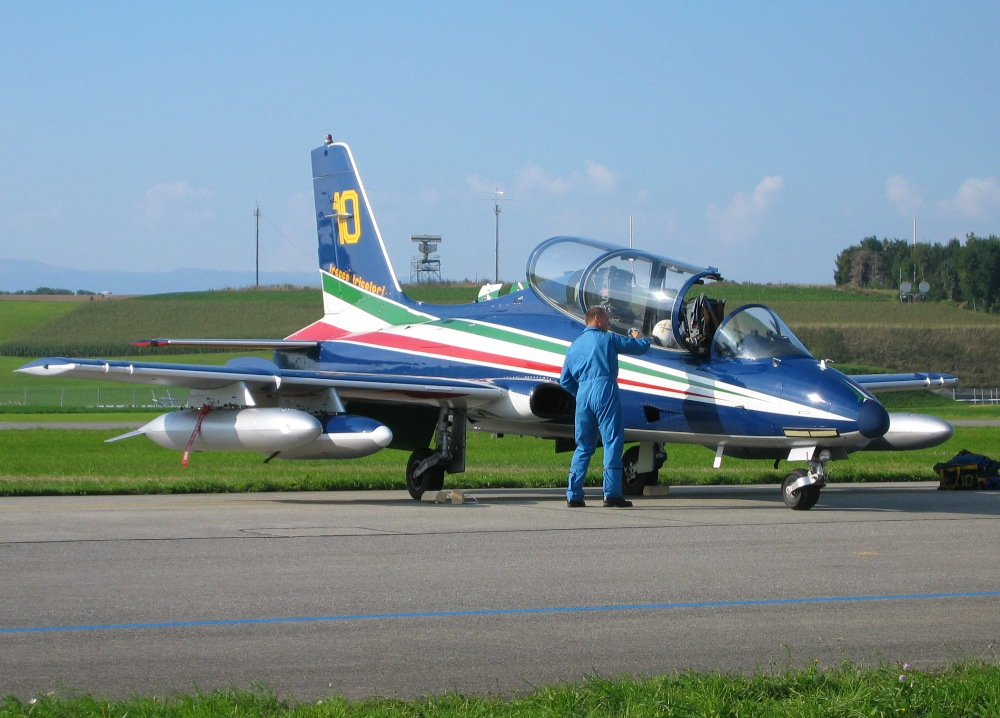
Aermacchi MB 339

- Macchi Tipos L.1 y L.2 / hidroavión de bombardeo y reconocimiento marítimo
- Macchi L.3 (M.3) / hidroavión de bombardeo y reconocimiento marítimo
- Macchi M.5 y M.6 / hidrocanoas de caza
- Macchi M.7 / hidrocanoa monoplaza de caza
- Macchi M.8 / hidrocanoa de reconocimiento costero
- Macchi M.12 / hidrocanoa triplaza de reconocimiento y bombardeo
- Macchi M.14 (dos prototipos de un caza terrestre)
- Macchi M.15 / Biplano biplaza de reconocimiento
- Macchi M.16 y M.16 idro/ biplano monoplaza deportivo
- Macchi M.18 / Hidrocanoa triplaza de reconocimiento y bombardeo
- Macchi M.20 y M.20 Idro
- Macchi M.24 / hidrocanoa triplaza de reconocimiento y bombardeo
- Macchi M.41, M.41bis y M.71 / hidrocanoa monoplaza de caza
- Macchi M.C.73 Idro (hidro variante de las versiones terrestres M.70 y M.C.73)

Hidroaviones de carreras para competir en el Trofeo Schneider.
- Macchi M.17
- Macchi M.19
- Macchi M.33
- Macchi M.39
- Macchi M.52 y M.52R (M.52bis)
- Macchi M.67
- Macchi M.C.72

Durante la Segunda Guerra Mundial
- Macchi M.C.200 Saetta
- Macchi M.C.202 Folgore
- Macchi M.C.205 Veltro

Los productos de posguerra incluyen los siguientes
- Aermacchi AM.3
- Aermacchi AL-60
- Aermacchi M-290 RediGO
- Macchi M.B.308
- Aermacchi M-311
- Macchi M.B.320
- Macchi M.B.323
- Aermacchi MB-326
- Aermacchi MB-335
- Aermacchi MB-338
- Aermacchi MB-339
- Aermacchi MB-340
- Aermacchi M-346
- Aermacchi SF-260
- Aermacchi S-211

## Historia de las motocicletas

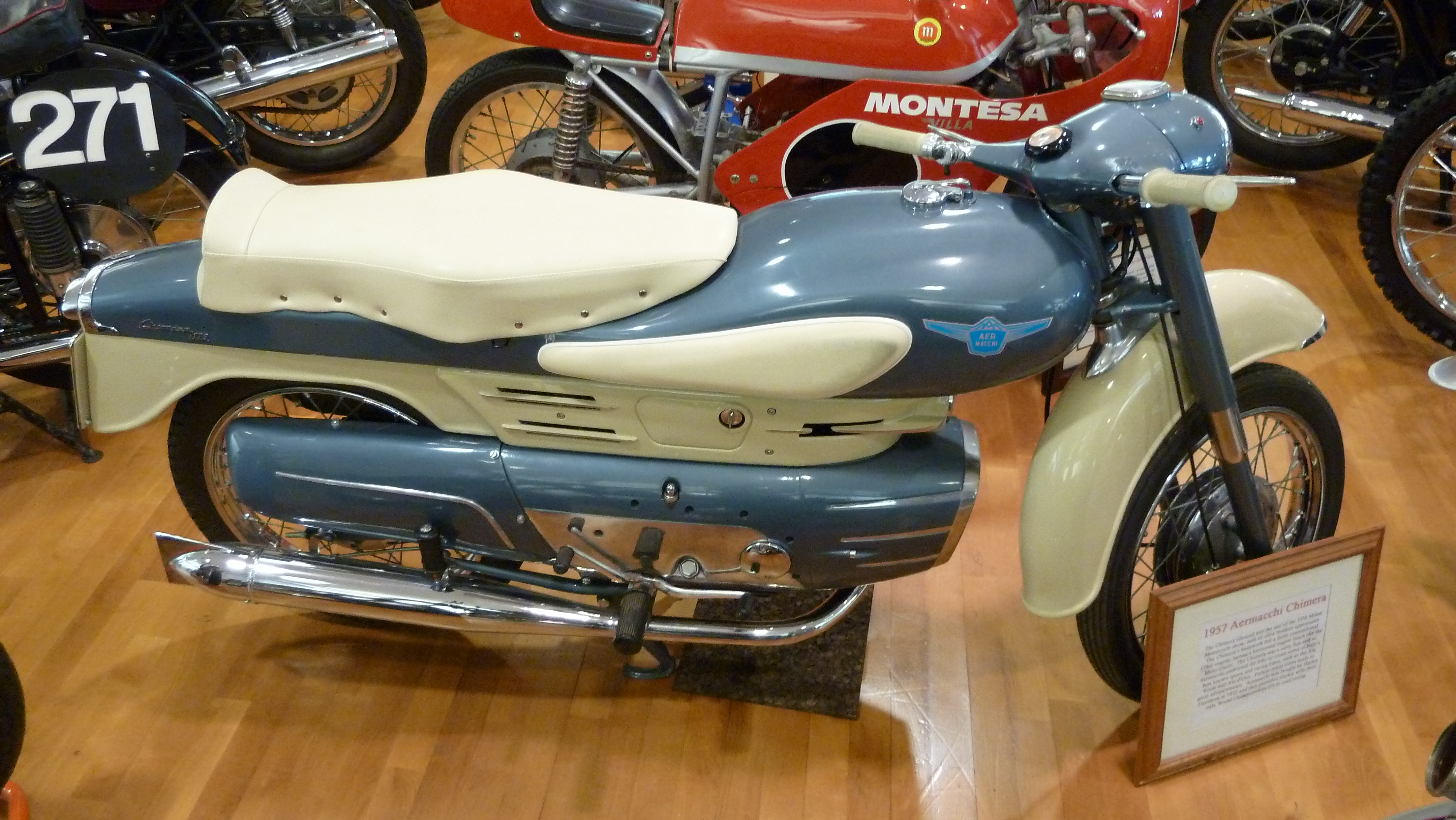
1957 Aermacchi Chimera

Tras la Segunda Guerra Mundial se decidió empezar la producción de un camión de tres ruedas. Su diseño no era ortodoxo. Con los motores más ligeros el ingeniero Lino Tonti diseñó una motocicleta de 50cc que rompió el récord de velocidad en tierra.
En los años 1960 Aermacchi produjo pequeñas bicicletas para Harley-Davidson. En los años 70, Aermacchi era, además de una aeronáutica, una fábrica italiana que hacía motos pequeñas con motores de dos y cuatro tiempos, bastante feas dicho sea de paso, pero no eran malas. Harley Davidson la compró para fabricar motos de pequeña cilindrada para el mercado europeo. Sin embargo pronto las “harley-spaguetti” comenzaron a resultar una mancha en la marca de las ostentosas custom. Además, Harley, centrada en la fabricación de sus custom tenía notables problemas para aplicar sus innovaciones y ventajas adquiridas en un producto tan distinto. Algunas unidades llegaron a venderse, pero fueron insuficientes, pues aunque andaban muy bien cuando salían ya tenían un diseño antiguo, unas suspensiones arcaicas y costaba mucho más que los productos de sus competidores, e incluso que otras de sus propias motocicletas. Finalmente Harley vendió Aermacchi a Cagiva que se terminó centrando en la vertiente aeronáutica de la empresa.